# Heartstone (film)
Heartstone  er en dansk-islandsk film fra 2016, filmen er instrueret af Guðmundur Arnar Guðmundsson og med Baldur Einarsson, Blær Hinriksson, Diljá Valsdóttir og Katla Njálsdóttir i hovedrollerne.

## Medvirkende
- Baldur Einarsson som Thor
- Blær Hinriksson som Kristján
- Diljá Valsdóttir som Beta
- Katla Njálsdóttir som Hanna
- Jónína Þórdís Karlsdóttir som Rakel
- Rán Ragnarsdóttir som Hafdis
- Nína Dögg Filippusdóttir som Thors mor
- Sveinn Ólafur Gunnarsson som Kristjáns far
- Nanna Kristín Magnúsdóttir som Kristjáns mor
- Søren Malling som Sven
- Gunnar Jónsson som Ásgeir
- Daniel Hans Erlendsson som Haukur
- Theodór Pálsson som Mangi
- Sveinn Sigurbjörnsson som Guðjón
- Árni Friðriksson som Beths far
- Eyvindur Ágúst Runólfsson som Gingers ven
- Magnús Þorri Jökulsson som Gingers ven
- Viktor Ágústsson som Gingers ven
- Gunnar Jónsson som Lille dreng ved havnen